# Robert Panitzsch
Robert Gustav Otto Panitzsch (født 24. august 1879 i Fürstenberg/Havel, død 4. juni 1949 i København) var en tysk/dansk maler. Panitzsch, der var dansk gift, indvandrede til landet i 1918 og blev dansk statsborger. Han har efterladt en omfattende kunstnerisk produktion.

## Liv og virke
Robert Panitzsch blev født i Fürstenberg/Havel, der dengang var en del af hertugdømmet Mecklenburg. Byen lå på den nybyggede Berlin Nordbahn mellem Berlin og Stralsund, og faderen, Carl Gustav Otto Panitzsch var stationsforstander i Fürstenberg. Familietraditionen vil vide, at Robert som dreng sad på stationens venteværelse og tegnede, da en fornem herre fik interesse for hans arbejde. Manden præsenterede sig som rittmeister ved Kejser Wilhelms hof og han fik tegningen med, for at vise den til kejseren. Året efter kom han forbi igen og fortalte familien, at når Robert blev 18 år var der en plads til ham på det kejserlige kunstakademi i Berlin - og sådan blev det.
Panitzsch arbejdede efter tiden på akademiet blandt andet som kirkemaler og 14. november 1908 blev han gift i Andreas Kirken i Leipzig med den danske kvinde Fanny Christensen, der var ansat ved tysk Røde Kors. Ved første verdenskrigs afslutning i 1918 udvandrede Panitzsch til Danmark fra sin daværende bopæl i Rhinlandet.
I Danmark boede familien Panitzsch først i Kongens Lyngby og derefter på Christianshavn. Han havde en omfattende produktion og især hans interiørmalerier var eftertragtede. Panitzsch har i sine år på Christianshavn malet adskillige værker af bydelen, og hans motivkreds omfattede også blomsterbilleder. Han producerede desuden illustrationer til postkort, med blomsterbilleder, vinterlandskaber og nisser til julekort.. Robert Panitzsch blev dansk statsborger i 1936.